# Beleg van Breda (1637)
Het Beleg van Breda in 1637 duurde van 21 juli tot 11 oktober, tijdens de Tachtigjarige Oorlog. Sinds Spinola's beleg in 1625 was Breda in Spaanse handen en behoorde bij de Zuidelijke Nederlanden. Frederik Hendrik van de Republiek der Zeven Verenigde Nederlanden besloot 12 jaar later de stad opnieuw in te nemen.

## Verloop

### Begin
Op 21 juli 1637 werd Breda 'berend' door troepen van de Republiek onder bevel van graaf Hendrik Casimir I van Nassau-Dietz. Berennen betekent dat men een poging deed de stad bij verrassing in te nemen. De poorten werden door het garnizoen gesloten, de toegangen versperd, de alarmklokken geluid en een groep soldaten van 400 man snelde naar buiten om te proberen een aantal koeien en schapen naar binnen te brengen, maar werd weer naar binnen gedreven.

### Omsingeling
Op 23 juli kwam Frederik Hendrik met zijn troepen aan in Ginneken. Onmiddellijk werd Breda omsingeld. Troepen werden gelegerd in Princenhage, Gageldonk, Teteringen en Heusdenhout. Van deze troepen maakten onder andere Engelsen, Schotten en Fransen deel uit. Het garnizoen in de stad bestond onder andere uit Bourgondiërs, Walen, Albanezen en Italianen. Frederik Hendrik vestigde zijn hoofdkwartier in de Grote Hoeve van Bouvigne. Op 26 juli werd een begin gemaakt met de omsingelingslinie. De kardinaal-infant van Spanje deed een poging de belegering te verhinderen. Op 2 augustus verscheen hij met 20.000 man in Zundert en Rijsbergen. De poging mislukte.

### Belegering

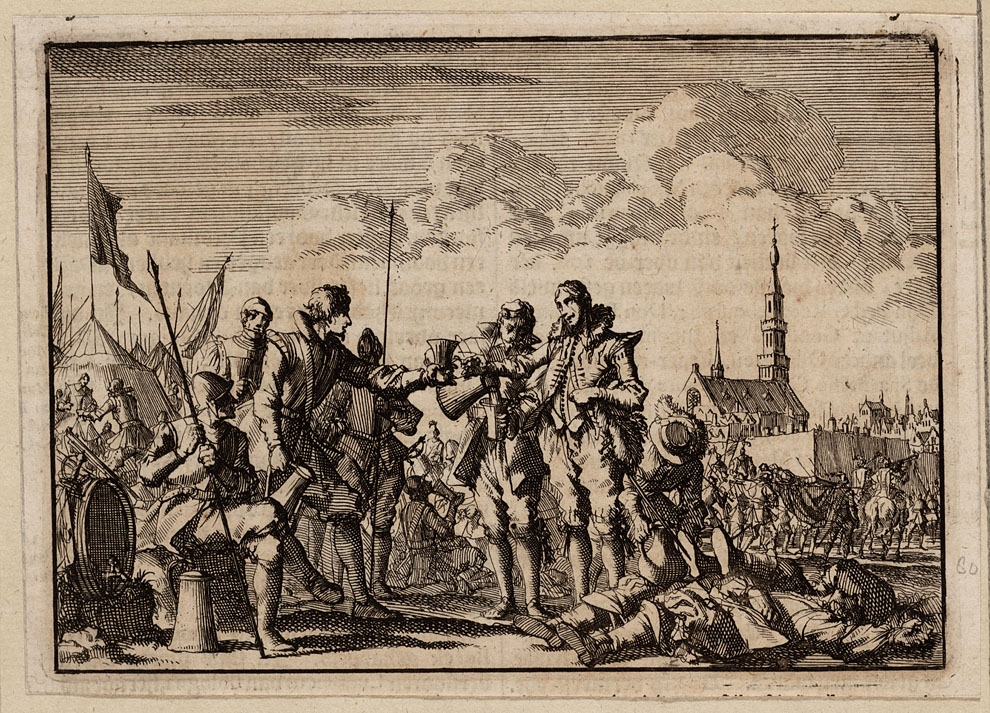
Vriendschappelijke ontmoeting van Spaanse en Hollandse soldaten tijdens een wapenstilstand (Jan Luyken, 1698)

In tegenstelling tot Ambrogio Spinola, die in 1625 Breda na een beleg van 11 maanden had ingenomen, wist de prins Breda in ruim 11 weken tot overgave te dwingen. Frederik Hendrik voerde dan ook een agressieve belegeringspolitiek. Vanuit Ginneken werden twee naderingsloopgraven gemaakt in de richting van de Ginnekenpoort. De ene loopgraaf werd gegraven door de Engelsen, de andere door de Fransen. Graaf Hendrik Casimir liet een loopgraaf graven in de richting van het kasteel. Graaf Willem van Nassau-Siegen ondernam een aanval tegen de Haagdijkse poort. Hij liet twee loopgraven maken, één daarvan ging uit van het huis Zuilen, ter plaatse van de huidige gelijknamige begraafplaats. Het garnizoen probeerde het maken van de loopgraven zo veel mogelijk te verhinderen met geweervuur en door het gooien van handgranaten. Verschillende malen deed men uitvallen tegen de loopgraven en streed piek tegen piek en zwaard tegen zwaard. Bij een aanval op de loopgraaf bij de Haagdijkse poort raakte de Engelse vaandeldrager Hamilton in een tweegevecht met een vijandelijke officier en sloeg hem dood. Op 23 augustus kwam ook de Friese kolonel Schelte van Aysma om het leven in de loopgraven. Op 27 augustus bereikten de Fransen de kant van de gracht, de Engelsen een dag later. Ten koste van veel doden en gewonden werden twee dammen in de grachten gegooid. Op 1 september werd het hoornwerk aan de Ginnekenpoort tegelijkertijd door de Fransen en de Engelsen bestormd.

### Einde

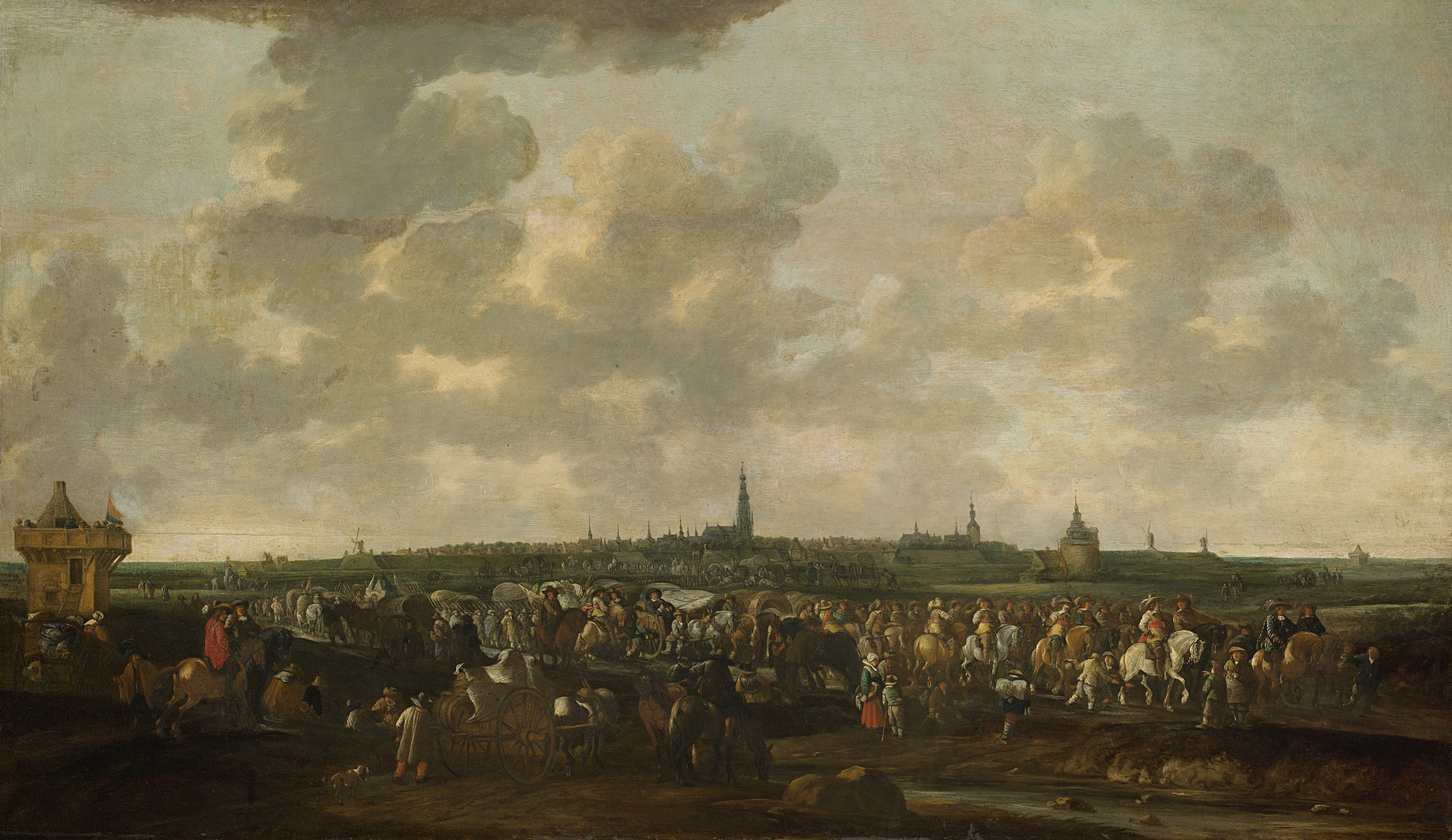
Uittocht Spaans garnizoen uit Breda in 1637 door Hendrick de Meijer.

Maar de belegerden stelden zich dapper te weer. Ze verdedigden zich met knotsen, vlegels en handgranaten. Het was 6 oktober, 7 uur 's morgens, toen een tamboer van de bezetting verscheen om te onderhandelen met de aanvallers. Hij sloeg een signaal op zijn trommel voor de Engelse galerij (overdekte loopgraaf), maar een onervaren soldaat schoot hem een kogel door zijn hoed. Hij ging nu naar de Franse galerij, en daar werd hij binnengelaten. Frederik Hendrik stond aan de belegerden een eervolle aftocht toe. Op 11 oktober, 's morgens om 11 uur, trok de bezetting met slaande trom, vliegende vaandels, brandende lont en een kogel in de mond de Boschpoort uit in de richting van Mechelen.

## Bron
- Stadsarchief van Breda

1577: Beleg door Hohenlohe · 
1581: Furie van Houtepen · 
1590: Turfschip van Breda · 
1624-25: Beleg door Spinola · 
1637: Beleg door Frederik Hendrik · 
1793: Beleg door Dumouriez · 
1813: Beleg door Roguet